# Lobocleta balistaria
Lobocleta balistaria là một loài bướm đêm trong họ Geometridae.